# Campeonato Capixaba de Futebol de 2019 - Série A
O Campeonato Capixaba de Futebol de 2019 - Série A, organizado pela FES, foi a 103ª edição do campeonato estadual de futebol do Espírito Santo. Com início em 31 de janeiro e término em 27 de abril, reunindo dez equipes, sendo sete participantes do Capixabão de 2018 e o retorno dos tradicionais Rio Branco-ES e Estrela do Norte, campeão e vice da Série B de 2018, respectivamente, além da quarta colocada da Série B, o Castelo, após desistência do Espírito Santo e a recusa da terceira colocada, o Aracruz.
O Vitória-ES conquistou o décimo título de sua história.

## Regulamento
A fórmula de disputa foi diferente dos últimos dois anos. Na Primeira Fase, os dez participantes jogaram entre si em turno único, com os oito melhores avançando às Quartas de Final. Cinco times foram definidos por meio de um sorteio e fizeram cinco jogos com o mando de campo (Estrela do Norte, Rio Branco-ES, Vitória-ES, Serra e Tupy), os demais fizeram apenas quatro jogos com o mando. A Fase Final foi disputada em sistema de mata-mata, onde os clubes se enfrentam em cruzamento olímpico com jogos de ida e volta, até as Finais. Os times com melhores campanhas na Primeira Fase tiveram o mando de campo nos jogos de volta da Fase Final. O campeão ganhou o direito de disputar a Copa do Brasil de 2020 e a Série D de 2020. As duas últimas equipes na Primeira Fase foram rebaixadas à Série B de 2020.

### Critérios de desempate
Os critérios de desempate foram aplicados na seguinte ordem para cada fase:
Primeira Fase
1. Maior número de vitórias
2. Maior saldo de gols
3. Maior número de gols pró (marcados)
4. Confronto direto
5. Menor número de cartões vermelhos
6. Menor número de cartões amarelos
7. Sorteio

Quartas de Final
1. Maior saldo de gols nos dois jogos
2. Melhor classificação na Primeira Fase

Semifinais e Finais
1. Maior saldo de gols nos dois jogos
2. Disputa por pênaltis

## Participantes
| Clube                  | Cidade                  | Temporada 2018 | Estádio                       | Capacidade  | Títulos (último) |
| ---------------------- | ----------------------- | -------------- | ----------------------------- | ----------- | ---------------- |
| Atlético Itapemirim    | Itapemirim              | 5º da Série A  | Sumaré[a]                     | 6 000       | 1 (2017)         |
| Castelo                | Castelo                 | 4º da Série B  | Emílio Nemer Olímpio Perim[b] | 2 000 2 100 | 0 (não possui)   |
| Desportiva Ferroviária | Cariacica               | 6º da Série A  | Engenheiro Araripe            | 7 700       | 18 (2016)        |
| Estrela do Norte       | Cachoeiro de Itapemirim | 2º da Série B  | Sumaré                        | 6 000       | 1 (2014)         |
| Real Noroeste          | Águia Branca            | 2º da Série A  | José Olímpio da Rocha         | 5 281       | 0 (não possui)   |
| Rio Branco-ES          | Vitória                 | 1º da Série B  | Kleber Andrade                | 21 000      | 37 (2015)        |
| Rio Branco VN          | Venda Nova do Imigrante | 3º da Série A  | Olímpio Perim                 | 2 100       | 0 (não possui)   |
| Serra                  | Serra                   | 1º da Série A  | Robertão                      | 2 000       | 6 (2018)         |
| Tupy                   | Vila Velha              | 8º da Série A  | Engenheiro Araripe[c]         | 7 700       | 0 (não possui)   |
| Vitória-ES             | Vitória                 | 7º da Série A  | Salvador Costa                | 2 366       | 9 (2006)         |

Notas:

- a. ^  O Atlético Itapemirim mandou seus jogos no Sumaré, em Cachoeiro de Itapemirim.
- b. ^  O Castelo mandou dois jogos no Olímpio Perim, em Venda Nova do Imigrante.[11]
- c. ^  O Tupy mandou seus jogos no Engenheiro Araripe, em Cariacica.

## Primeira Fase
| Pos | Times                  | Pts | J | V | E | D | GP | GC | SG  | Classificação               |
| --- | ---------------------- | --- | - | - | - | - | -- | -- | --- | --------------------------- |
| 1   | Real Noroeste          | 19  | 9 | 6 | 1 | 2 | 23 | 11 | +12 | Classificado às Fase Final  |
| 2   | Vitória-ES             | 17  | 9 | 5 | 2 | 2 | 14 | 9  | +5  | Classificado às Fase Final  |
| 3   | Rio Branco VN          | 16  | 9 | 4 | 4 | 1 | 12 | 6  | +6  | Classificado às Fase Final  |
| 4   | Rio Branco-ES          | 15  | 9 | 4 | 3 | 2 | 16 | 7  | +9  | Classificado às Fase Final  |
| 5   | Serra                  | 13  | 9 | 4 | 1 | 4 | 14 | 12 | +2  | Classificado às Fase Final  |
| 6   | Estrela do Norte       | 11  | 9 | 3 | 2 | 4 | 12 | 10 | +2  | Classificado às Fase Final  |
| 7   | Atlético Itapemirim    | 11  | 9 | 3 | 2 | 4 | 10 | 16 | -6  | Classificado às Fase Final  |
| 8   | Desportiva Ferroviária | 11  | 9 | 3 | 2 | 4 | 10 | 11 | -1  | Classificado às Fase Final  |
| 9   | Tupy                   | 7   | 9 | 1 | 4 | 4 | 9  | 12 | -3  | Rebaixado à Série B de 2020 |
| 10  | Castelo                | 2   | 9 | 0 | 2 | 7 | 5  | 31 | -26 | Rebaixado à Série B de 2020 |

## Fase Final
|  | Quartas de final       | Quartas de final | Quartas de final | Quartas de final |       |                  | Semifinais | Semifinais | Semifinais | Semifinais |  |               | Final | Final | Final | Final |  |  |
|  |                        |                  |                  |                  |       |                  |            |            |            |            |  |               |       |       |       |       |  |  |
|  |                        |                  |                  |                  |       |                  |            |            |            |            |  |               |       |       |       |       |  |  |
|  | Real Noroeste          | 0                | 1                | 1                |       |                  |            |            |            |            |  |               |       |       |       |       |  |  |
|  | Desportiva Ferroviária | 1                | 0                | 1                |       |                  |            |            |            |            |  |               |       |       |       |       |  |  |
|  | Desportiva Ferroviária | 1                | 0                | 1                |       | Real Noroeste    | 3          | 2          | 5          |            |  |               |       |       |       |       |  |  |
|  |                        |                  |                  |                  |       | Real Noroeste    | 3          | 2          | 5          |            |  |               |       |       |       |       |  |  |
|  |                        | Rio Branco-ES    | 4                | 0                | 4     |                  |            |            |            |            |  |               |       |       |       |       |  |  |
|  | Rio Branco-ES          | Rio Branco-ES    | 4                | 0                | 4     | 1                | 1          | 2          |            |            |  |               |       |       |       |       |  |  |
|  | Rio Branco-ES          |                  |                  |                  |       | 1                | 1          | 2          |            |            |  |               |       |       |       |       |  |  |
|  | Serra                  | 0                | 1                | 1                |       |                  |            |            |            |            |  |               |       |       |       |       |  |  |
|  | Serra                  | 0                | 1                | 1                |       |                  |            |            |            |            |  | Real Noroeste | 1     | 1     | 2 (2) |       |  |  |
|  |                        |                  |                  |                  |       |                  |            |            |            |            |  | Real Noroeste | 1     | 1     | 2 (2) |       |  |  |
|  |                        | Vitória-ES       | 1                | 1                | 2 (4) |                  |            |            |            |            |  |               |       |       |       |       |  |  |
|  | Rio Branco VN          | Vitória-ES       | 1                | 1                | 2 (4) | 1                | 2          | 3          |            |            |  |               |       |       |       |       |  |  |
|  | Rio Branco VN          |                  |                  |                  |       | 1                | 2          | 3          |            |            |  |               |       |       |       |       |  |  |
|  | Estrela do Norte       | 2                | 2                | 4                |       |                  |            |            |            |            |  |               |       |       |       |       |  |  |
|  | Estrela do Norte       | 2                | 2                | 4                |       | Estrela do Norte | 3          | 0          | 3          |            |  |               |       |       |       |       |  |  |
|  |                        |                  |                  |                  |       | Estrela do Norte | 3          | 0          | 3          |            |  |               |       |       |       |       |  |  |
|  |                        | Vitória-ES       | 2                | 2                | 4     |                  |            |            |            |            |  |               |       |       |       |       |  |  |
|  | Vitória-ES             | Vitória-ES       | 2                | 2                | 4     | 2                | 2          | 4          |            |            |  |               |       |       |       |       |  |  |
|  | Vitória-ES             |                  |                  |                  |       | 2                | 2          | 4          |            |            |  |               |       |       |       |       |  |  |
|  | Atlético Itapemirim    | 2                | 1                | 3                |       |                  |            |            |            |            |  |               |       |       |       |       |  |  |

### Quartas de Finais
Jogos de ida
| Sexta-feira, 22 de março | Serra | 0 – 1     | Rio Branco-ES       | Estádio Robertão, Serra                                   |
| 19:30                    |       | Relatório | 31' Danilo Mariotto | Público: 570 Renda: R$ 7.230,00 Árbitro: ES Fabiano Alves |

| Sábado, 23 de março | Desportiva Ferroviária | 1 – 0     | Real Noroeste | Estádio Engenheiro Araripe, Cariacica                             |
| 16:00               | Max 62'                | Relatório |               | Público: 762 Renda: R$ 9.600,00 Árbitro: ES Alex Éder de Mendonça |

| Sábado, 23 de março | Estrela do Norte                  | 2 – 1     | Rio Branco VN | Estádio do Sumaré, Cachoeiro de Itapemirim                        |
| 16:00               | Thiago Rômulo 64' · Gianlucas 76' | Relatório | 34' Gian      | Público: 1 021 Renda: R$ 14.590,00 Árbitro: ES Dyorgines Padovani |

| Domingo, 24 de março | Atlético Itapemirim                     | 2 – 2     | Vitória-ES      | Estádio do Sumaré, Cachoeiro de Itapemirim                    |
| 16:00                | Allan Miguel 10' · Leandro Sardinha 76' | Relatório | 55', 76' Thiago | Público: 98 Renda: R$ 1.815,00 Árbitro: ES Raphael de Andrade |

Jogos de volta
| Sábado, 30 de março | Vitória-ES            | 2 – 1     | Atlético Itapemirim | Estádio Salvador Costa, Vitória                                       |
| 15:00               | Carlos Vitor 71', 84' | Relatório | 86' Thiago Bahia    | Público: 657 Renda: R$ 13.365,00 Árbitro: ES José Wellington Bandeira |

| Sábado, 30 de março | Rio Branco-ES | 1 – 1     | Serra               | Estádio Kleber Andrade, Cariacica                                 |
| 16:00               | Wesley 58'    | Relatório | 40' Rodrigo Lacraia | Público: 2 125 Renda: R$ 34.740,00 Árbitro: ES Devarly do Rosário |

| Sábado, 30 de março | Real Noroeste       | 1 – 0     | Desportiva Ferroviária | Estádio José Olímpio da Rocha, Águia Branca                |
| 15:00               | Felipe Linhares 58' | Relatório |                        | Público: 914 Renda: R$ 7.485,00 Árbitro: ES Felipe Varejão |

| Domingo, 31 de março | Rio Branco VN                     | 2 – 2     | Estrela do Norte           | Estádio Olímpio Perim, Venda Nova do Imigrante                 |
| 15:00                | Edinho 8' · Cleyton Gladiador 83' | Relatório | 37' Guará · 64' Luan Lúcio | Público: 1 233 Renda: R$ 31.975,00 Árbitro: ES Maicon da Silva |

### Semifinais
Jogos de ida
| Sábado, 6 de abril | Rio Branco-ES                                                          | 4 – 3     | Real Noroeste               | Estádio Kleber Andrade, Cariacica                                 |
| 16:00              | Loco Abreu 39' · Danilo Mariotto 47' · João Paulo 72' · Petróleo 90+1' | Relatório | 70', 83', 85' Vitinho Costa | Público: 1 809 Renda: R$ 29.235,00 Árbitro: ES Dyorgines Padovani |

| Sábado, 6 de abril | Estrela do Norte                                  | 3 – 2     | Vitória-ES               | Estádio do Sumaré, Cachoeiro de Itapemirim                     |
| 16:00              | Luan Lúcio 32' · Thiago Rômulo 69' · Henrique 84' | Relatório | 16' Vitinho · 27' Cássio | Público: 2 656 Renda: R$ 38.080,00 Árbitro: ES Maicon da Silva |

Jogos de volta
| Sábado, 13 de abril | Vitória-ES                         | 2 – 0     | Estrela do Norte | Estádio Salvador Costa, Vitória                                |
| 14:30               | Rodrigo César 37' · Keverson 90+4' | Relatório |                  | Público: 1 379 Renda: R$ 27.915,00 Árbitro: ES Rudimar Goltara |

| Sábado, 13 de abril | Real Noroeste                      | 2 – 0     | Rio Branco-ES | Estádio José Olímpio da Rocha, Águia Branca                             |
| 15:30               | Mailson 76' · Robert 90+15' (pen.) | Relatório |               | Público: 2 180 Renda: R$ 31.850,00 Árbitro: ES José Wellington Bandeira |

### Final
Jogo de ida
| Sábado, 20 de abril | Vitória-ES       | 1 – 1     | Real Noroeste     | Estádio Kleber Andrade, Cariacica                            |
| 16:00               | Carlos Vitor 81' | Relatório | 61' Iuri Pimentel | Público: 816 Renda: R$ 19.060,00 Árbitro: ES Maicon da Silva |

Jogo de volta
| Sábado, 27 de abril | Real Noroeste     | 1 – 1     | Vitória-ES | Estádio José Olímpio da Rocha, Águia Branca                       |
| 16:00               | Vitinho Costa 26' | Relatório | 9' Thiago  | Público: 2 442 Renda: R$ 47.460,00 Árbitro: ES Dyorgines Padovani |

|                                                     |       | Penalidades                 |  |
| Leandro Teixeira Vitinho Costa Geisandro Léo Lisboa | 2 – 4 | Tabata Diogo Thiago Vitinho |  |

## Estatísticas

### Maiores públicos
Estes são os dez maiores públicos do campeonato:
| N.º | Público | Mandante         | Placar    | Visitante              | Estádio               | Data            | Rodada          |
| --- | ------- | ---------------- | --------- | ---------------------- | --------------------- | --------------- | --------------- |
| 1   | 5 484   | Rio Branco-ES    | 0–0       | Desportiva Ferroviária | Kleber Andrade        | 9 de fevereiro  | 3ª              |
| 2   | 3 520   | Rio Branco-ES    | 0–0       | Rio Branco VN          | Kleber Andrade        | 2 de fevereiro  | 1ª              |
| 3   | 2 656   | Estrela do Norte | 3–2       | Vitória-ES             | Sumaré                | 6 de abril      | Semi (ida)      |
| 4   | 2 442   | Real Noroeste    | 1(2)–1(4) | Vitória-ES             | José Olimpio da Rocha | 27 de abril     | Final (volta)   |
| 5   | 2 180   | Real Noroeste    | 2–0       | Rio Branco-ES          | José Olimpio da Rocha | 13 de abril     | Semi (volta)    |
| 6   | 2 125   | Rio Branco-ES    | 1–1       | Serra                  | Kleber Andrade        | 30 de março     | Quartas (volta) |
| 7   | 1 809   | Rio Branco-ES    | 4–3       | Real Noroeste          | Kleber Andrade        | 6 de abril      | Semi (ida)      |
| 8   | 1 634   | Estrela do Norte | 0–1       | Real Noroeste          | Sumaré                | 11 de fevereiro | 3ª              |
| 9   | 1 430   | Rio Branco-ES    | 2–1       | Vitória-ES             | Kleber Andrade        | 23 de fevereiro | 5ª              |
| 10  | 1 379   | Vitória-ES       | 2–0       | Estrela do Norte       | Salvador Costa        | 13 de abril     | Semi (volta)    |

- Considera-se apenas o público pagante.

## Premiação
| Campeonato Capixaba de 2019     |
| Vitória                         |
| ------------------------------- |
| VITÓRIA-ES Campeão (10° título) |

### Seleção do Campeonato
| Pos. | Jogador          | Clube         |
| ---- | ---------------- | ------------- |
| G    | Harrison         | Vitória-ES    |
| LE   | Geisandro        | Real Noroeste |
| Z    | Maílson          | Real Noroeste |
| Z    | Ferrugem         | Vitória-ES    |
| LD   | Cássio           | Vitória-ES    |
| M    | Igor Pimentel    | Vitória-ES    |
| M    | Leandro Teixeira | Real Noroeste |
| M    | Felipe Linhares  | Real Noroeste |
| A    | Vitinho Costa    | Real Noroeste |
| A    | Vitinho          | Vitória-ES    |
| A    | Robert           | Real Noroeste |
| T    | Duzinho Oliveira | Real Noroeste |

- Fonte[13]